# Periclimenes magnus
Periclimenes magnus är en kräftdjursart som beskrevs av Lipke Bijdeley Holthuis 1951. Periclimenes magnus ingår i släktet Periclimenes och familjen Palaemonidae. Inga underarter finns listade i Catalogue of Life.